# Фёдоров, Евгений Степанович
Евгений Степанович Фёдоров (1851—1909) — русский изобретатель в области воздухоплавания и авиации, председатель 7-го (воздухоплавательного) отдела Императорского русского технического общества (с 1903).
Брат кристаллографа Евграфа Степановича Фёдорова.

## Биография
Родился 7 марта 1851 года. Окончил Петербургское военно-инженерное училище. Затем преподавал в нём и в Офицерской воздухоплавательной школе.
В 1895 году годов представил проект самолёта-пятиплана с разрезным крылом и бензиновым мотором, ставший вторым подобным проектом в России после самолёта А. Ф. Можайского. Была создана уменьшенная копия этой машины, проводились её испытания. Модель успешно летала на привязи за движущимся автомобилем. Фёдоров, вдохновлённый успехом, в следующем году взялся за постройку своего самолёта в Санкт-Петербурге, на собственные средства. Самолёт строился очень долго, до 1903 года, был закончен, но так и не был испытан.
Был членом VII (воздухоплавательного) отдела Императорского русского технического общества, с 1903 года — председатель этого отдела.
Е. С. Фёдоров автор ряда работ по воздухоплаванию, в частности по вопросам аэродинамики и теории летания.
Умер 12 октября 1909 года. Похоронен в Санкт-Петербурге на кладбище Памяти жертв 9-го января (уч. 7.); на могиле — чёрная гранитная плита. По одним источникам — генерал-майор (1909), по другим — инженер-полковник.